# BeNeCup (futsal)
De BeNeCup is een bekerwedstrijd in het zaalvoetbal.

## Historiek
De BeNeCup werd voor het eerst georganiseerd in het seizoen 1977-'78. Aanvankelijk was er zowel een wedstrijd tussen enerzijds de landskampioenen van België en Nederland en anderzijds de winnaars van de nationale bekers.

## Erelijst

### Heren

#### Landskampioenen
| Seizoen  | Finale                                     | Finale                                     | Eindstand          |
| -------- | ------------------------------------------ | ------------------------------------------ | ------------------ |
| 1977-'78 | Hoboken Breughelhof ZVC (Hoboken)          | FC Nathania Aarnhem (Arnhem)               | 1-5 / 3-6          |
| 1978-'79 | MVC Rekem (Rekem)                          | Godyla VT Lisse (Lisse)                    | 5-6 / 3-5          |
| 1979-'80 | Intervent Volendam (Volendam)              | Vleeshal Paul Leen Genk (Genk)             | 1-6 / 0-4          |
| 1980-'81 | Hoboken Breughelhof ZVC (Hoboken)          | Marco Fit Eindhoven (Eindhoven)            | 3-3 / 1-5          |
| 1981-'82 | Makelaardij Klomp Lunteren (Ede)           | Hoboken ZVC (Hoboken)                      | 5-3 / 2-2          |
| 1982-'83 | Hovocubo Hoorn (Hoorn)                     | Rebels Boorsem (Boorsem)                   | 5-2 / 5-2          |
| 1983-'84 | ZVV De Haantjes Beek (Beek)                | ZVK Hasselt (Hasselt)                      | 3-3 / 2-4          |
| 1984-'85 | FC Kras Boys Volendam (Volendam)           | Hoboken ZVC (Hoboken)                      | 2-2 / 4-3          |
| 1985-'86 | In de Drei Keunige Maastricht (Maastricht) | ZVK Hasselt (Hasselt)                      | 5-2 / 5-5          |
| 1986-'87 | ZVK Hasselt (Hasselt)                      | FC Kras Boys Volendam (Volendam)           | 2-2 / 1-2          |
| 1987-'88 | FC Kras Boys Volendam (Volendam)           | ZVK Ford Genk (Genk)                       | 2-1 / 3-1          |
| 1988-'89 | ZVK Hasselt (Hasselt)                      | ZVV Ceverbo Dordrecht (Dordrecht)          | 2-0 / 1-4          |
| 1989-'90 | ZVV Bax Zeefdruk Voorhout (Voorhout)       | ZVK Hasselt (Hasselt)                      | 4-2 / 2-1          |
| 1990-'91 | ZVK Ford Genk (Genk)                       | ZVV Dépa Wijchen (Wijchen)                 | 2-2 / 0-4          |
| 1991-'92 | Niet georganiseerd                         | Niet georganiseerd                         | Niet georganiseerd |
| 1992-'93 | ZVV Depa Wijchen (Wijchen)                 | ZVK Hasselt (Hasselt)                      | 3-2 / 4-1          |
| 1993-'94 | ZVK Hasselt (Hasselt)                      | 't Hoornsche Veerhuys (Hoorn)              | 0-2 / 3-7          |
| 1994-'95 | ZVK Hasselt (Hasselt)                      | ZVV Schoenenreus Veghel (Veghel)           | 2-4 / 7-3          |
| 1995-'96 | ZVK Sint-Truiden (Sint-Truiden)            | TZV Bunga Melati Tilburg (Tilburg)         | 3-8 / 6-6          |
| 1996-'97 | 't Hoornsche Veerhuys (Hoorn)              | ZVK Ford Genk (Genk)                       | 1-6 / 8-2          |
| 1997-'98 | ZVK Ford Genk (Genk)                       | TZV Kanjers Bunga Melati Tilburg (Tilburg) | 3-4 / 1-4          |
| 1998-'99 | TZV Kanjers Bunga Melati Tilburg (Tilburg) | ZVK Ford Genk (Genk)                       | 5-4 / 8-6          |
| 1999-'00 | ZVK Sint-Truiden (Sint-Truiden)            | Den Haag/Trimeur (Den Haag)                | 3-4 / 5-5          |
| 2000-'01 | A21 Charleroi (Charleroi)                  | IT/SCN (Zwaag)                             | 3-1 / 5-8          |
| 2001-'02 | A21 Charleroi (Charleroi)                  | West Stars Futsal (Rotterdam)              | 4-2 / 4-2          |
| 2002-'03 | A21 Charleroi (Charleroi)                  | FCK De Hommel ('s-Hertogenbosch)           | 5-2 / 5-0          |
| 2003-'04 | A21 Charleroi (Charleroi)                  | West Stars Futsal (Rotterdam)              | 2-9 / ?            |
| 2004-'05 | ZVC Borgerhout (Borgerhout)                | FCK De Hommel ('s-Hertogenbosch)           | 2-1 / 2-3          |
| 2005-'06 | Futsal Hasselt (Hasselt)                   | FC Marlène (Heerhugowaard)                 | 4-2 / 2/4 (5-4)    |
| 2006-'07 | PB Morlanwelz (Morlanwelz)                 | FCK De Hommel ('s-Hertogenbosch)           | 8-2 / 4-2          |
| 2007-'08 | FC Marlène (Heerhugowaard)                 | A21 Charleroi (Charleroi)                  |                    |

#### Bekerwinnaars
| Seizoen  | Finale                                   | Finale                                     | Eindstand          |
| -------- | ---------------------------------------- | ------------------------------------------ | ------------------ |
| 1981-'82 | Hasselt MVK (Hasselt)                    | Tegelhandel Leiden ZVV (Leiden)            | 8-2 / 2-4          |
| 1982-'83 | Hovocubo Hoorn (Hoorn)                   | Rebels Boorsem (Boorsem)                   | 4-4 / 1-2          |
| 1983-'84 | Olympia Genk (Genk)                      | ZVV Ceverbo Dordrecht (Dordrecht)          | 2-8 / 2-2          |
| 1984-'85 | Pejoco Boys Eindhoven (Eindhoven)        | Vleeshal Ford Genk 84 (Genk)               | 0-0 / 4-5          |
| 1985-'86 | FC Datarex Moordrecht (Moordrecht)       | MFC Marcinelle-Châtelet (Marcinelle)       | 6-0 / 5-1          |
| 1986-'87 | ZVV Ceverbo Dordrecht (Dordrecht)        | Dynamo Jette (Jette)                       | 5-0 / 0-2          |
| 1987-'88 | ZVK Hasselt (Hasselt)                    | ZVV Ceverbo Dordrecht (Dordrecht)          | 2-3 / 4-5          |
| 1988-'89 | ZVV Dépa Wijchen (Wijchen)               | Thalie Aarschot (Aarschot)                 | 8-3 / 6-3          |
| 1989-'90 | ZVK Ter Linde Mortsel (Mortsel)          | FC Rolff (Egmond aan Zee)                  | 4-3 / 1-6          |
| 1990-'91 | Dousberg Parc Maastricht (Maastricht)    | ZVK Mannschaft Bilzen (Bilzen)             | 4-4 / 3-2          |
| 1991-'92 | Niet georganiseerd                       | Niet georganiseerd                         | Niet georganiseerd |
| 1992-'93 | ZVK Mannschaft Bilzen (Bilzen)           | ZVV Ceverbo Dordrecht (Dordrecht)          | 4-7 / 4-8          |
| 1993-'94 | VFR/’t Gat van Nederland (Volendam)      | ZVK Sint-Truiden (Sint-Truiden)            | 8-4 / 2-8          |
| 1994-'95 | ZVK Ter Linde Mortsel (Mortsel)          | All Inn Stars/‘t Stoepje Utrecht (Utrecht) | 5-4 / 1-6          |
| 1995-'96 | FC Kras-Boys Volendam (Volendam)         | ZVK Ford Genk (Genk)                       | 3-3 / 1-3          |
| 1996-'97 | ZVK Isola Hoeselt (Hoeselt)              | FCK de Hommel ('s-Hertogenbosch)           | 6-5 / 6-8          |
| 1997-'98 | ZVS/Hindstore/Trimeur (Overveen/Haarlem) | Ougréeneupré Unis (Luik)                   | 3-2 / 3-5          |
| 1998-'99 | Niet georganiseerd                       | Niet georganiseerd                         | Niet georganiseerd |
| 1999-'00 | HV/SCN (Zwaag)                           | Ougréeneupré Unis (Luik)                   | 3-2 / 8-3          |
| 2000-'01 | Supergames Ranst (Ranst)                 | Den Haag/Trimeur (Den Haag)                | 11-7 / 1-8         |
| …        |                                          |                                            |                    |
| 2013-'14 | ZVC Krijnen Keukens Malle (Malle)        | Hovocubo Hoorn (Hoorn)                     | 4-2 / 5-3          |

| Seizoen  | wedstrijd | clubs                            | clubs                            | Eindstand     |
| -------- | --------- | -------------------------------- | -------------------------------- | ------------- |
| 2014-'15 | HV        | FCK De Hommel ('s-Hertogenbosch) | FT Charleroi (Charleroi)         | 2-2 / 3-5     |
| 2014-'15 | HV        | FT Antwerpen (Antwerpen)         | Hvocubo Hoorn (Hoorn)            | 6-3 / 5-2     |
| 2014-'15 | F         | FT Antwerpen (Antwerpen)         | FT Charleroi (Charleroi)         | 4-5 / 4-8     |
| 2015-'16 | F         | FP Halle-Gooik (Halle)           | FCK De Hommel ('s-Hertogenbosch) | 6-3 / forfait |
| 2016-'17 | HV        | ZVV 't Knooppunt (Amsterdam)     | FP Halle-Gooik (Halle)           | 7-4 / 3-6     |
| 2016-'17 | HV        | FT Antwerpen (Antwerpen)         | ASV Lebo (Amsterdam)             | 6-3 / 4-5     |
| 2016-'17 | F         | FT Antwerpen (Antwerpen)         | FP Halle-Gooik (Halle)           | 4-7           |
| 2017-'18 | F         | FS Gelko Hasselt (Hasselt)       | FC Marlène (Heerhugowaard)       | 3-2 / 3-1     |
| 2018-'19 | F         | FC Eindhoven (Eindhoven)         | Proost Lierse (Lier)             | 4-2 / 1-1     |

### Dames

#### Landskampioenen
| Seizoen  | Finale                                     | Finale                              | Eindstand          |
| -------- | ------------------------------------------ | ----------------------------------- | ------------------ |
| 1988-'89 | ZVK Hasselt (Hasselt)                      | FV Snoekie Den Haag (Den Haag)      | 4-3 / 5-5          |
| 1989-'90 | KW Tongelreep Veldhoven (Veldhoven)        | ZVK Hasselt (Hasselt)               | 3-3 / 7-2          |
| 1990-'91 | DVK Kuurne (Kuurne)                        | KW Tongelreep Veldhoven (Veldhoven) | 10-5 / 5-1         |
| 1991-'94 | Niet georganiseerd                         | Niet georganiseerd                  | Niet georganiseerd |
| 1994-'95 | ZVV Watervogels Den Helder (Den Helder)    | DVC Kuurne (Kuurne)                 | 9-6 / 2-5          |
| 1995-'96 | ZVV Watervogels van Medevoort (Den Helder) | BH Rus Winterslag (Winterslag)      | 2-0/3-2            |
| 1996-'97 | Niet georganiseerd                         | Niet georganiseerd                  | Niet georganiseerd |
| 1997-'98 | Building House Ford RUS Genk (Genk)        | NEC 75 Weesp (Weesp)                | 1-10 / forfait     |

#### Bekerwinnaars
| Seizoen | Finale                | Finale                    | Eindstand |
| ------- | --------------------- | ------------------------- | --------- |
| 1994-95 | Van Scheijndel Arnhem | DVK Gent                  | 10-1 / ?  |
| 1995-96 | DVC Kuurne            | ZVV Van Scheijndel Arnhem | 2-4 / 4-4 |